# Picramniaceae
Classification APG III (2009)
Famille
La famille des Picramniaceae est une famille de plantes dicotylédones. Elle comprend 46 espèces réparties en 2 genres.
Ce sont des arbustes ou de petits arbres, à feuilles alternes, composées, des régions  tropicales du « Nouveau Monde », originaires d'Amérique du Sud, d'Amérique centrale, et des Antilles.

## Étymologie
Le nom vient du genre type Picramnia  sorte de mot-valise construit à partir des mots grecs πικρός / pikros, amer, acre, aigu, et θάμνος / thamnos, buisson , arbuste.

## Classification
Cette famille n'existe pas en classification classique qui assigne ces plantes aux Simaroubaceae.
Pour la classification phylogénétique APG II (2003), la divergence génétique de cette famille se situe à la base du clade des Rosidées. 
En classification phylogénétique APG III (2009) cette famille est placée sous l'ordre des Picramniales.

## Liste des genres
Selon NCBI (2 juin 2010), Angiosperm Phylogeny Website (2 juin 2010) et DELTA Angio (2 juin 2010) :
- genre Alvaradoa
- genre Picramnia

## Liste des espèces
Selon NCBI (2 juin 2010) :
- genre Alvaradoa
  - Alvaradoa amorphoides
- genre Picramnia
  - Picramnia latifolia
  - Picramnia pentandra
  - Picramnia polyantha